# 夏の庭と冬の庭
「夏の庭と冬の庭」（なつのにわとふゆのにわ、独: Von dem Sommer- und Wintergarten, KHM 68a）とは、『グリム童話』の初版に収録されている作品である（決定稿の第7版からは削除されている）。

## あらすじ
一人の商人が年の市へ出かけようと思い、三人の娘たちに土産は何がよいか聞いた。三番目の娘がバラを一本欲しいと言った。しかし、バラが手に入らず、最愛の娘に何も土産を持っていけないのかと考え込んでいると、ある城の前にやってきた。城には庭があって、その庭は半分は夏で、半分が冬だった。夏側の垣根がどこもかしこもバラで一杯なのをみると、喜んで近寄り、一本折ると、馬に乗って先へ行った。
馬でしばらく行くと、何かが鼻息を吐きながら後ろを追いかけてくるのが聞こえたので、振り返ると、大きな黒い獣がいた。獣はバラを譲る代わりに美しい娘を妻として自分によこすように言った。男は、どうせ娘を貰いに来ないだろう、と考え申し出を受け入れた。
一週間して娘たちが食卓についていると黒い獣が娘をさらいに来た、娘は泣きだしたが一緒に行かないわけにはいかなかった。城の中は美しく、娘は獣と一緒に暮らしていくうちに獣に心惹かれるようになり、そして本当に好きになった。あるとき家族のことが不安になった娘は一週間で帰ってくることを約束して家に帰った。
家に帰ると父親が病気で倒れていた。父親は娘に再び会えたことを喜んだが、父親は持ち直すことなく死んでしまった。葬儀を終え、姉妹はお互いに慰めあい、娘が獣のことを思い出した時には一週間はとっくに過ぎていた。城に戻った時には城は黒い紗がかけられていた。獣の姿はどこにもなく娘は何倍も悲しくなった。あるとき庭にキャベツが一山積まれているのに気がつき、山をひっくり返すと黒い獣がキャベツの下に横たわって死んでいた。娘は素早く水を持ってきて獣に休みなくかけ続けた。すると、獣はすくっと立ち上がり、あっという間に美しい王子に姿を変えた。城の黒い紗ははがされ、ふたりはいつまでもいっしょに幸せに暮らした。